# Ripiphorus neomexicanus
Ripiphorus neomexicanus is een keversoort uit de familie waaierkevers (Rhipiphoridae). De wetenschappelijke naam van de soort is voor het eerst geldig gepubliceerd in 1929 door Rivnay.